# Gare de Kunming-Sud

La gare de Kunming-Sud (chinois : 昆明南站 ; pinyin : Kūnmíng nán zhàn) est la principale gare des trains à grande vitesse de la région métropolitaine de Kunming. Elle est située dans le district de Chenggong de la ville de Kunming, capitale de la province du Yunnan.

## Histoire
La gare a été mise en service en décembre 2016 après cinq ans de travaux. C'est le terminus ouest des lignes à grande vitesse Nanning-Kunming et Shanghai-Kunming ainsi que de la ligne Kunming-Yuxi.
Bien que Chenggong soit en train de devenir le nouveau centre-ville de Kunming, il se trouve à environ 20 km du centre-ville actuel. Certains habitants de la ville se plaignent de son emplacement. Il est toutefois prévu de relier la gare de Kunming-Sud à la gare de Kunming (située juste au sud du centre-ville) d'ici à la fin de 2017, permettant ainsi aux trains à grande vitesse de desservir également la gare de Kunming.

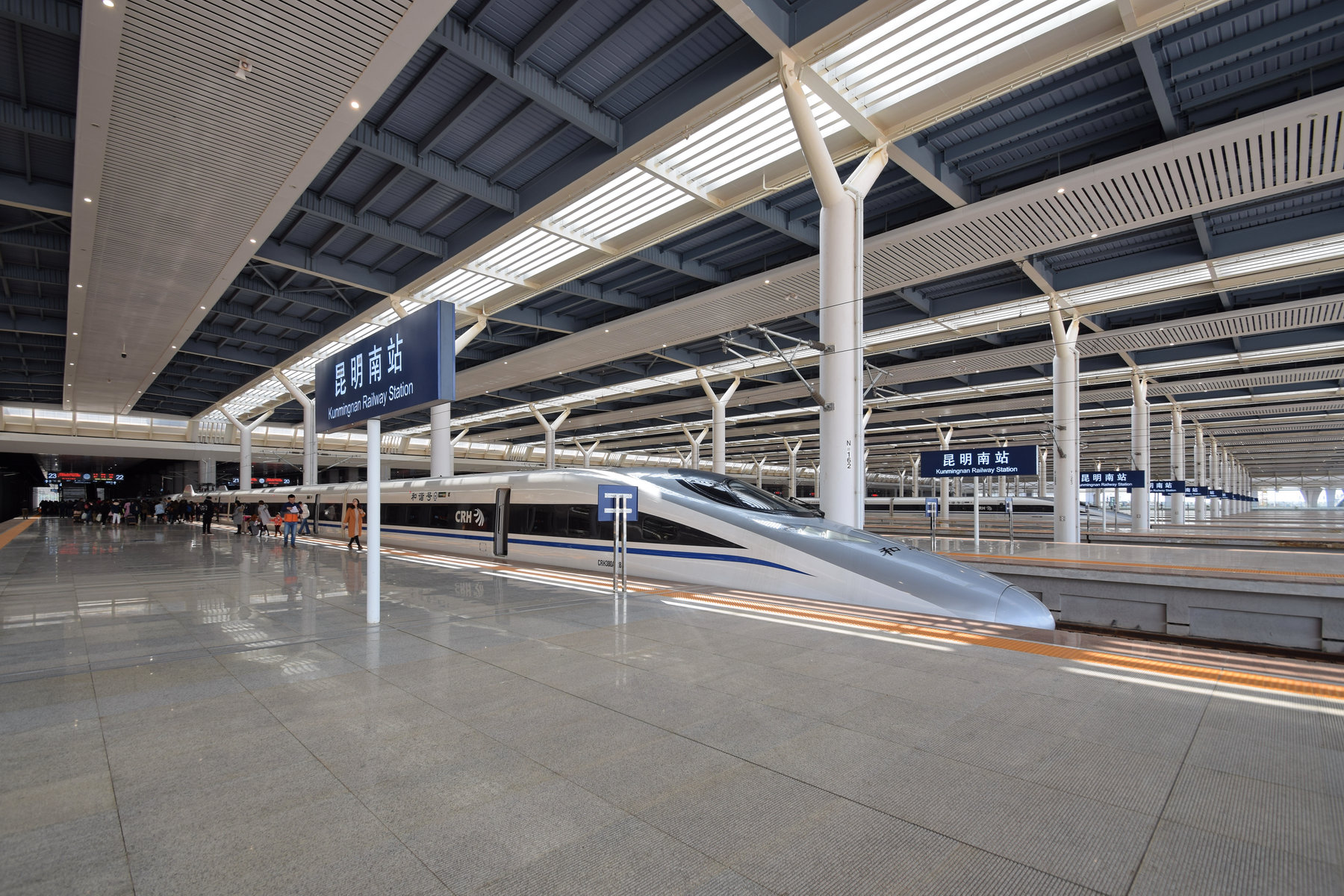
CRH380A sur l'un des quais de la gare
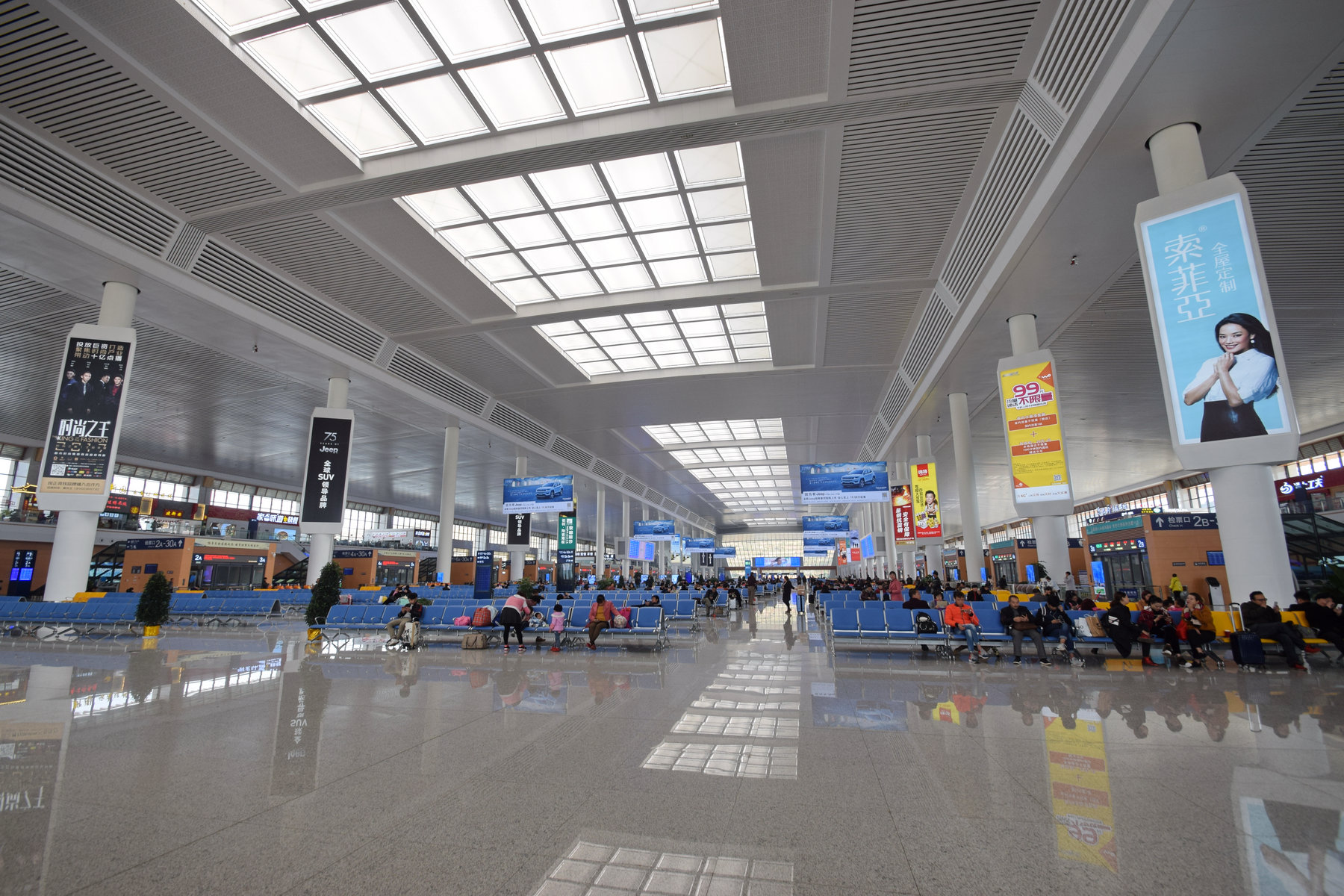
Salle d'attente des voyageurs
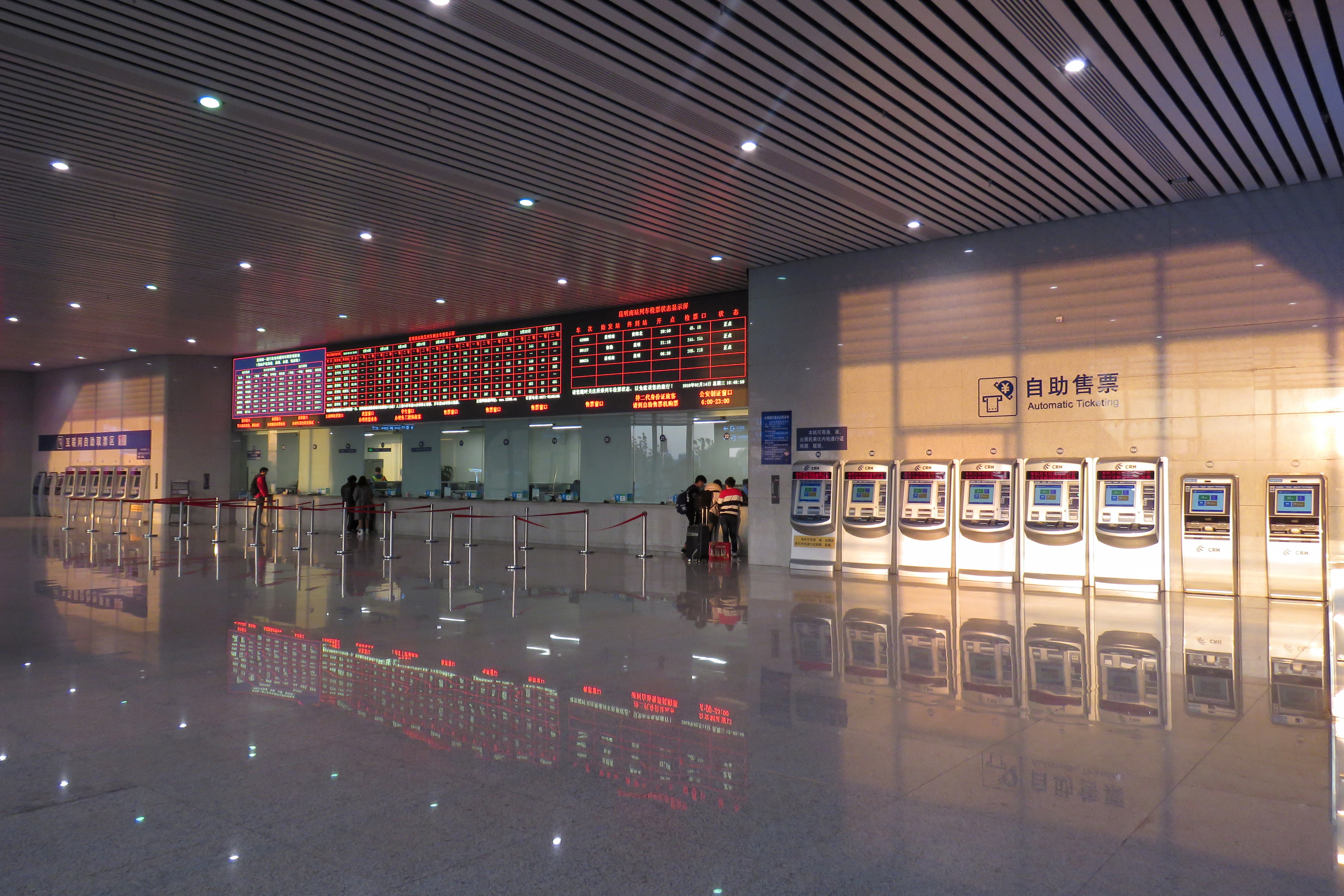
Vente de billets